# Девід Лонгстафф
Девід Лонгстафф (англ. David Longstaff; народився 26 серпня 1974, Вітлі-Бей, Англія) — британський хокеїст, правий нападник.  
Вихованець хокейної школи «Вітлі Ворріорс». Виступав за «Вітлі Ворріорс», «Ньюкасл Ворріорс», «Шеффілд Стілерс», «Юргорден» (Стокгольм), «Манчестер Сторм» «Ньюкасл Вайперс», ХК «С'єр» (Швейцарія), «Нькасл Вайперс» «Гілфорд Флеймс», «Вітлі Варріорз».
У складі національної збірної Великої Британії учасник чемпіонатів світу 1994, 1995 (група B), 1996 (група B), 1997 (група B), 1998 (група B), 1999 (група B), 2000 (група B), 2001 (дивізіон I), 2002 (дивізіон I), 2003 (дивізіон I), 2004 (дивізіон I), 2007 (дивізіон I), 2008 (дивізіон I), 2009 (дивізіон I) і 2011 (дивізіон I), 2012 (дивізіон I). У складі молодіжної збірної Великої Британії учасник чемпіонатів світу 1993 (група C) і 1994 (група C). У складі юніорської збірної Великої Британії учасник чемпіонатів світу 1991 (група C) і 1992 (група B).
Чемпіон БЕХЛ (2006).